# Artibeus aztecus
Artibeus aztecus là một loài động vật có vú trong họ Dơi mũi lá, bộ Dơi. Loài này được K. Andersen mô tả năm 1906.